# Kamienny krąg Dromberg

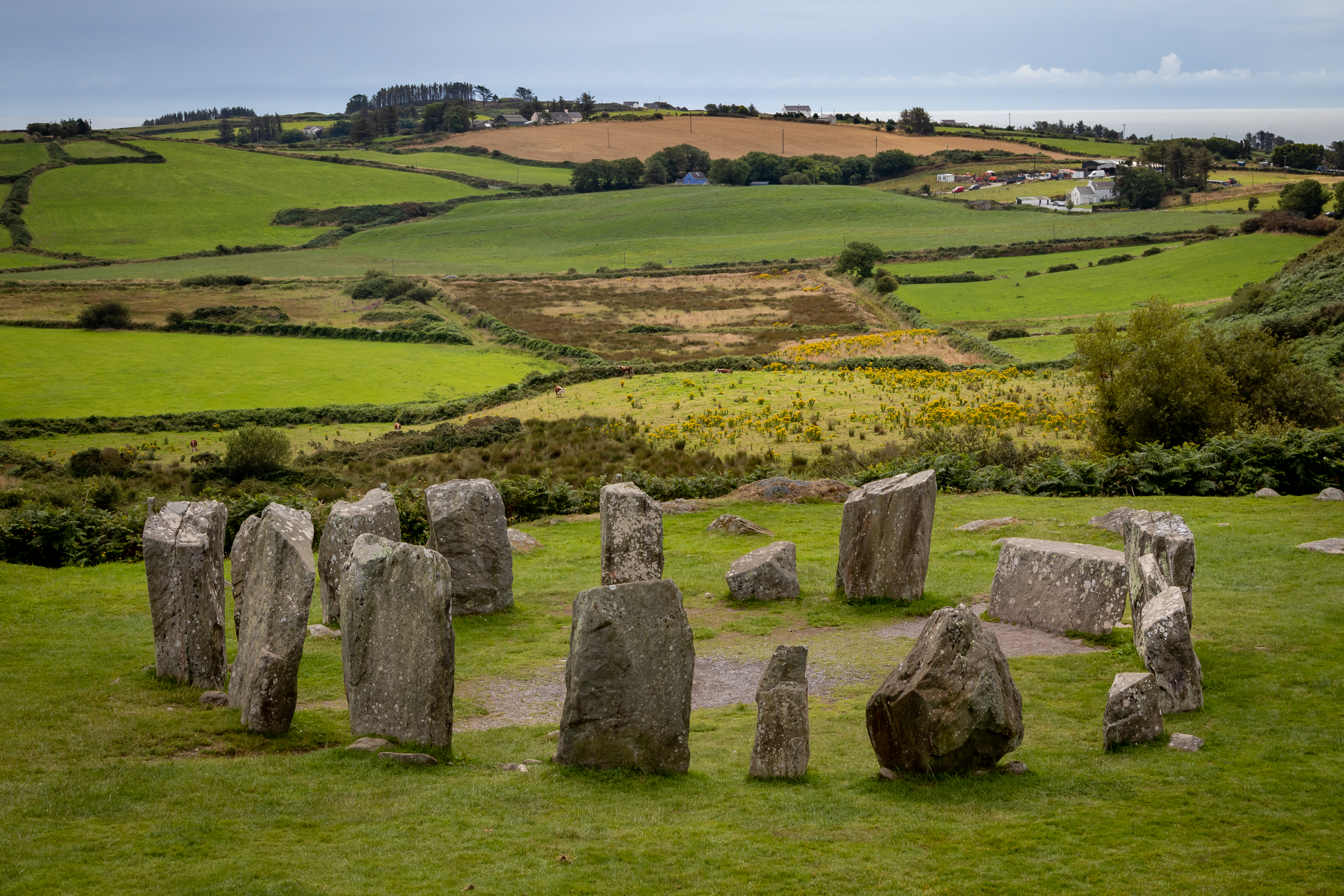
Widok na krąg Drombeg

Kamienny krąg Drombeg (znany również jako Ołtarz Druidów; irl. Ciorcal an Droma Bhig), to kamienny krąg położony 2,4 km na wschód od Glandore w hrabstwie Cork w Irlandii. Jest jednym z najczęściej odwiedzanych miejsc megalitycznych w Irlandii i jest chroniony na mocy ustawy o zabytkach narodowych.
Położony jest na  odsłoniętym zboczu wzgórza, między polami rozciągającymi się w kierunku wybrzeża. Składa się z 17 słupów ułożonych w krąg o średnicy około 9 metrów. 
Krąg datowany jest na V wiek i jest prawdopodobnie przebudowaną wersją wcześniejszego kręgu z II wieku p.n.e. W czasie przesilenia zimowego promienie słoneczne padają na kamień ołtarzowy, który jest zwrócony w stronę wejścia do kręgu, wyznaczonego przez dwa menhiry.
Wykopaliska z 1967 roku odsłoniły zwartą powierzchnię żwirową w obrębie kręgu i centralny dół, który zawierał odwrócone naczynie garncarskie, w którym znajdowały się skremowane szczątki dziecka. Późniejsze datowanie radiowęglowe umiejscowiło pochówek w okresie pomiędzy XI a VIII wiekiem p.n.e.

## Galeria

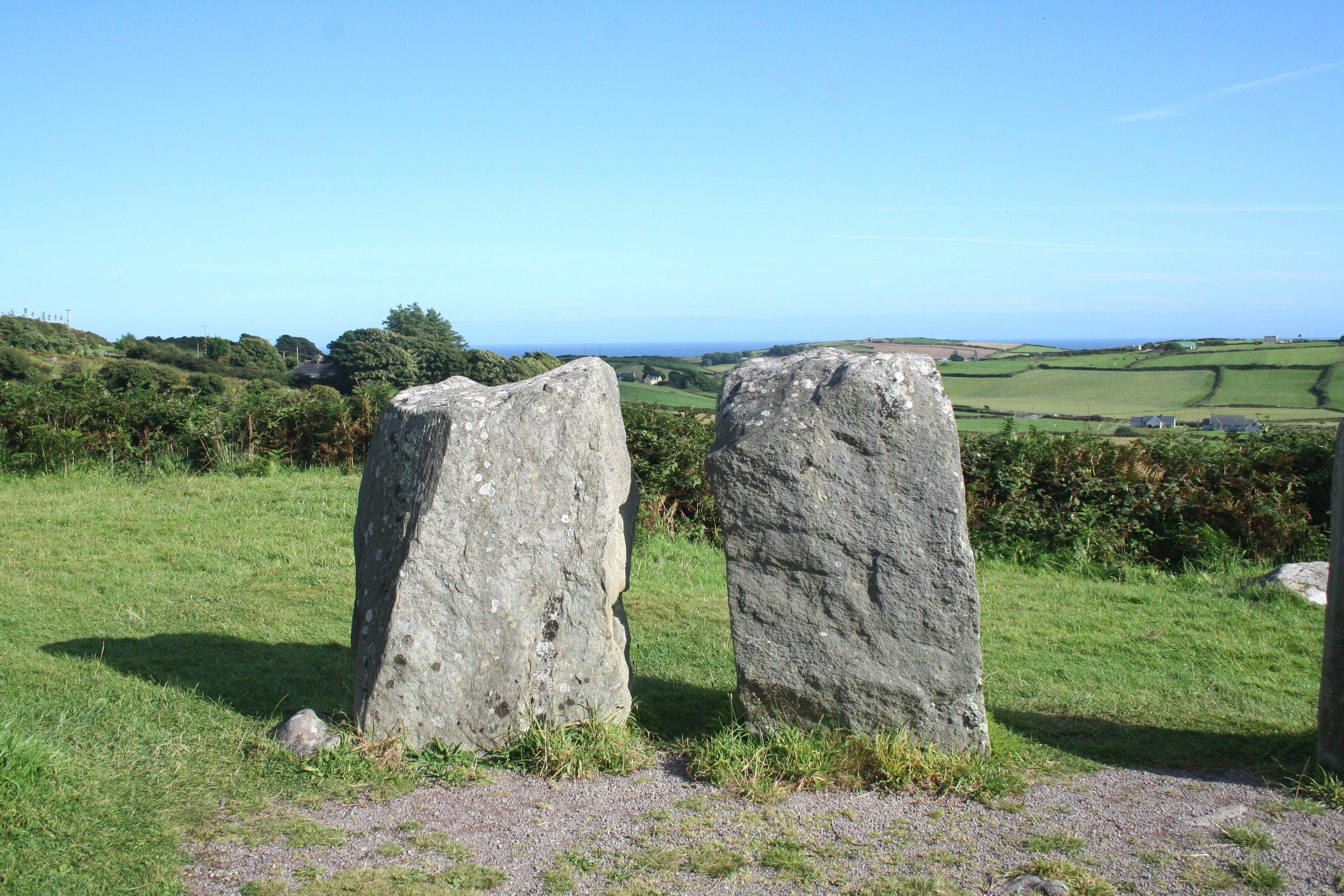
Dwa menhiry
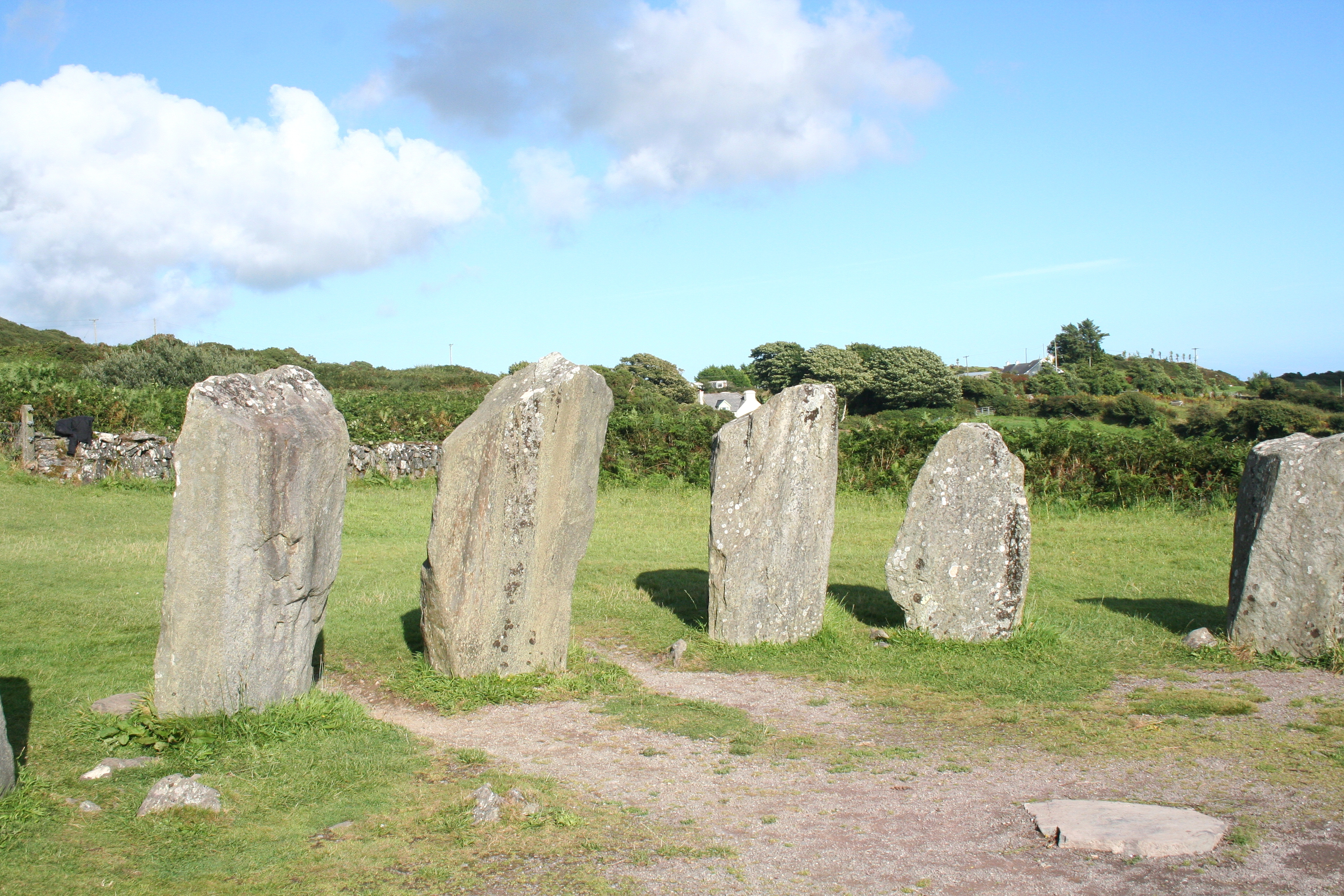
Wschodnia część kręgu
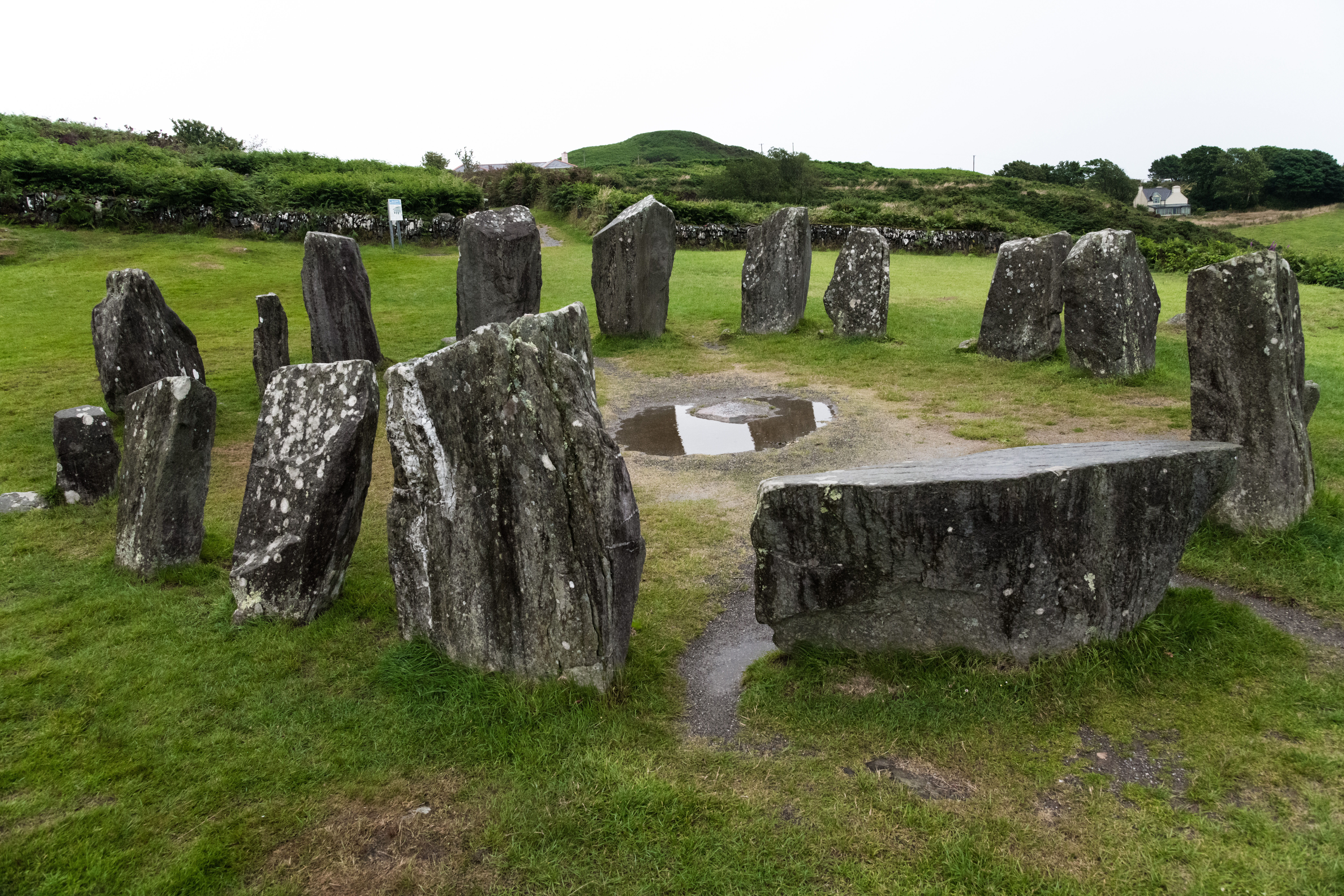
Widok od strony ołtarza
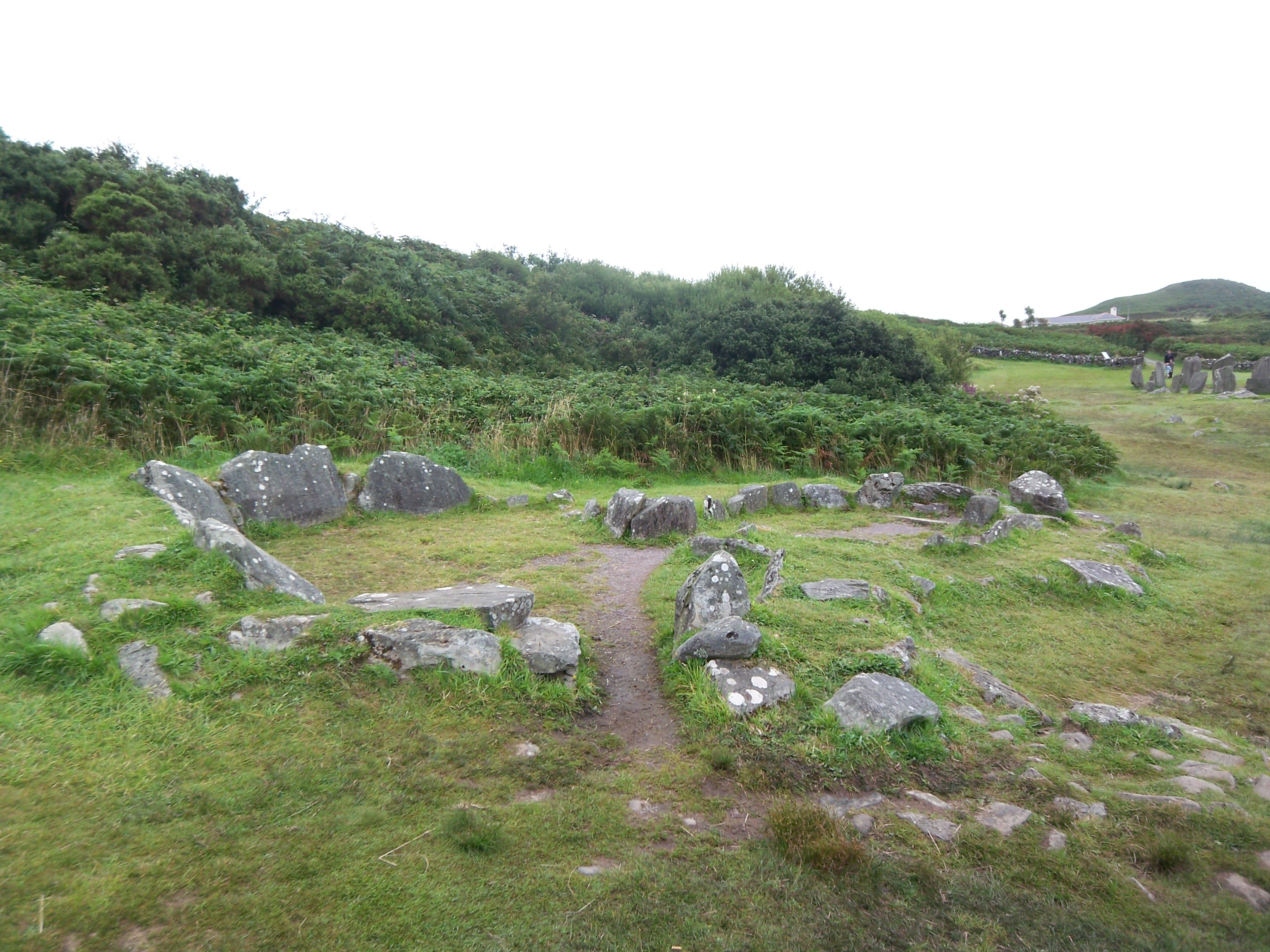
Pozostałości po zabudowaniach
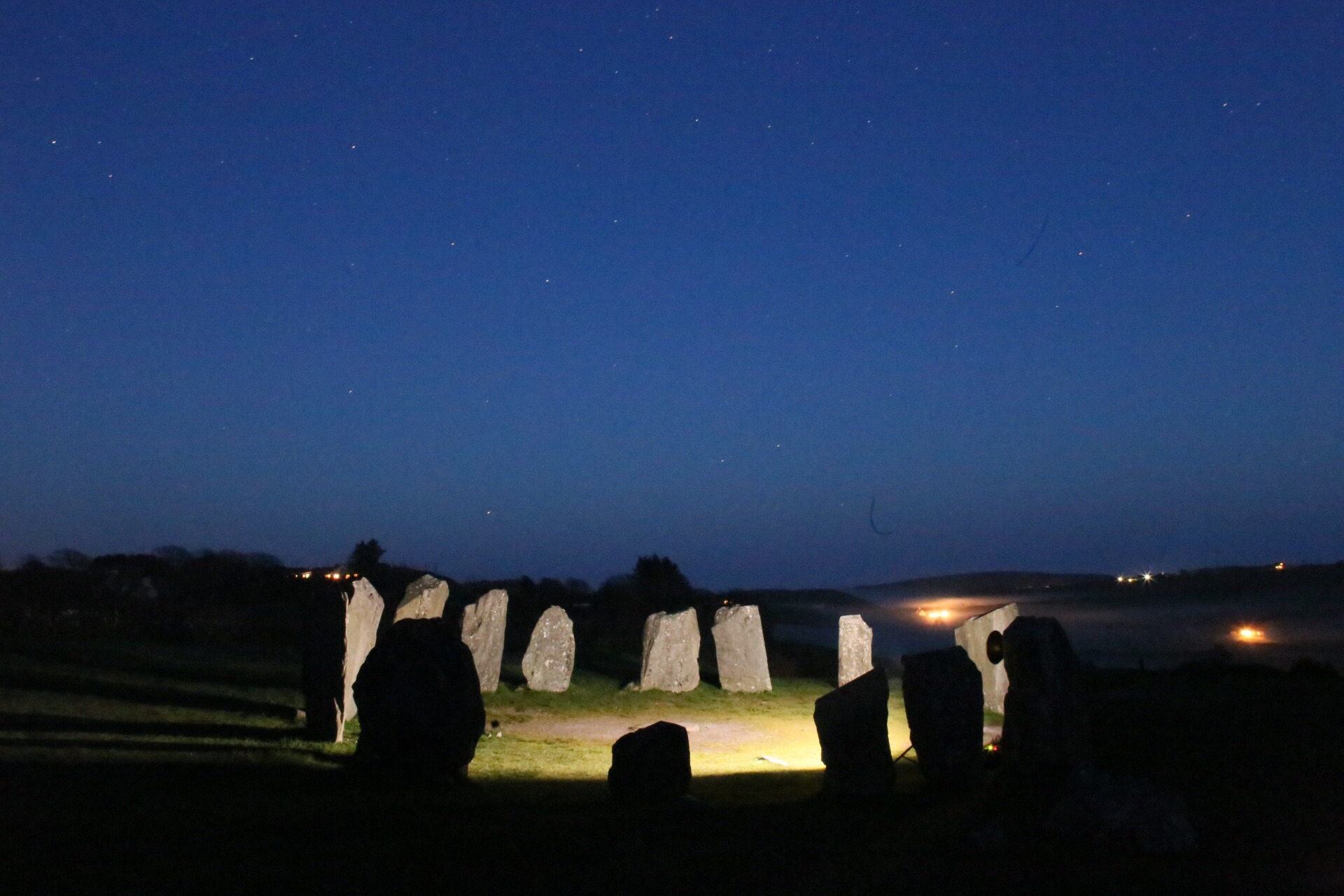
Krąg w nocy
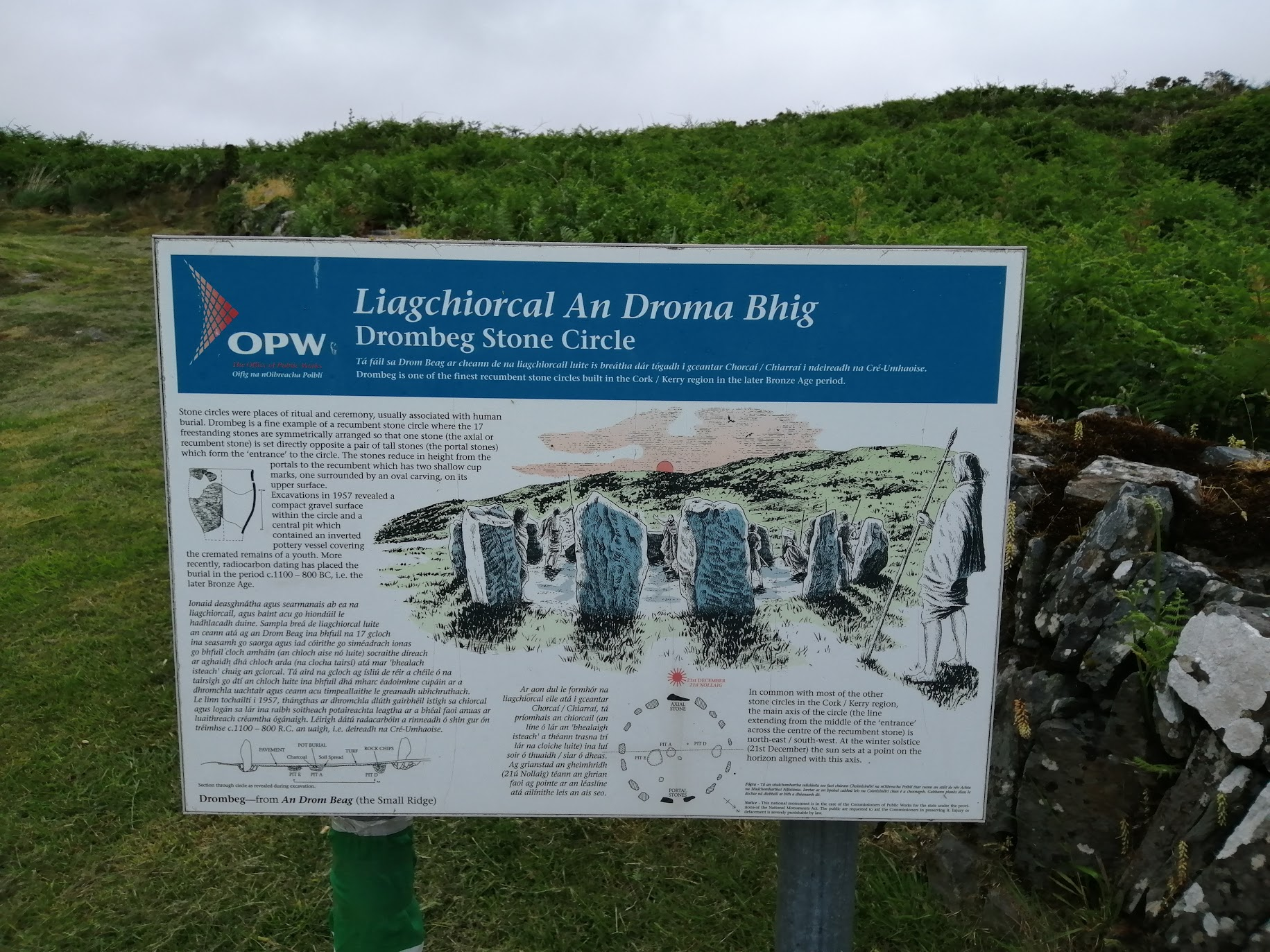
Tablica in situ